# Sidi Chiker
Sidi Chiker (en àrab سيدي شيكر, Sīdī Xīkr; en amazic ⵙⵉⴷⵉ ⵛⵉⴽⵔ) és una comuna rural de la província de Youssoufia, a la regió de Marràqueix-Safi, al Marroc. Segons el cens de 2014 tenia una població total de 20.658 persones.